# Moers
Moers là một thành phố trong huyện Wesel, bang North Rhine-Westphalia, Đức. Thành phố có dân số hơn 100.000 người. Thành phố nằm ở tả ngạn sông Rhine.
Được biết đến đầu tiên từ 1186, Lãnh đại công tước đã là một công quốc độc lập trong Thánh chế La Mã.
Trong Chiến tranh Tám mươi năm, Moers đã được luân phiên bị chiếm bởi quân đội Tây Ban Nha và Hà Lan, vì nó giáp khu phố thượng của Guelders. Sau chiến tranh, nó đã chuyển sang thuộc Maurice của Orange. Như nó đã được tách ra từ Cộng hòa Hà Lan thuộc Tây Ban Nha Guelders Thượng đã không trở thành một phần không tách rời của nước Cộng hòa, mặc dù quân đội Hà Lan đã đóng ở đó.
Sau cái chết của William III của Orange năm 1702, nó được thừa hưởng bởi các vua của nước Phổ. Tất cả các quân đội Hà Lan và công chức đã bị trục xuất.
Năm 1795, nó đã được sáp nhập vào Pháp. Tại Đại hội Vienna vào năm 1815, nó được trả lại cho nước Phổ và vào năm 1871, nó trở thành một phần của Đế chế Đức.
Bản mẫu:Đô thị của Wesel